# 光聯國際文化
光聯國際文化事業股份有限公司，簡稱光聯，原公司光復書局企業股份有限公司（光復書局），是臺灣一間成立於1962年的出版社及書店，由光復書局南部協理成立，但並未正式授權。1988年至1998年發行《兒童日報》。曾与昱泉國際合作發行兒童光碟。
光復書局率先研發國民小學及國民中學數位學習教材。2002年11月光復書局倒閉後，原光復書局經營團隊成立「光聯國際文化事業股份有限公司」（Kuang Lian International Cultural Enterprises Incorporated），繼續研發數位學習教材。